# Miikka Toivola
Miikka Toivola (Pori, 11 luglio 1949 – 26 gennaio 2017) è stato un allenatore di calcio e calciatore finlandese, di ruolo centrocampista.

## Carriera

### Club
Cresce nel vivaio del PiTU a Pori, debuttando in prima squadra già nel 1967. La sua carriera prosegue a Turku con il TPS: arrivano i primi successi a livello nazionale e le prime esperienze in Coppa dei Campioni con i bianconeri. "Tuplajuntti" è un trequartista con un buon fiuto per il fondo delle reti avversarie, in particolare con il suo destro: segna 10 reti nella corsa al titolo del 1973 con l'HJK di Helsinki.

### Nazionale
Esordisce il 9 ottobre 1968 contro il Belgio (6-1). Il suo primo gol lo segna all'Albania nel 1972. Collezionerà 62 presenze nella Finlandia con quattro marcature (le altre sono una doppietta alla Norvegia e un gol in Ungheria nel 1979, nella sua unica gara da capitano).

## Palmarès

### Club

#### Competizioni nazionali
- Campionato finlandese: 4

TPS Turku: 1971, 1972
HJK: 1973, 1978

### Individuale
- Calciatore finlandese dell'anno secondo i giornalisti sportivi: 1

1972
- Calciatore finlandese dell'anno secondo Suomen Palloliitto: 2

1972, 1978